# 大塚錥子
大塚 錥子（おおつか いくこ、1935年〈昭和10年〉 - ）は、日本の弁護士。愛知県初の女性弁護士とされる。
名古屋大学法学部出身。朝日大学法学部・大学院法学研究科名誉教授。夫は刑法学者の大塚仁（名古屋大学名誉教授）であり、息子は民法学者の大塚直（早稲田大学大学院教授）。

## 経歴

### 青年期
1935年（昭和10年）、愛知県碧海郡刈谷町（現・刈谷市）に生まれた。父親は裁判官である。刈谷市立刈谷南中学校卒業後に愛知県立刈谷高等学校に進学し、高校時代には陸上部に所属していた。名古屋大学では山岳部に所属していた。

### 弁護士として
大学在学中の1956年（昭和31年）、21歳で司法試験に合格した。1957年（昭和32年）に名古屋大学法学部法律学科を卒業。1958年（昭和33年）11月には夫の大塚仁との間に大塚直が生まれた。1960年（昭和35年）には司法研修所を卒業して弁護士登録を行った。弁護士登録番号は7890。1970年（昭和45年）には名古屋弁護士会（現・愛知県弁護士会）副会長に就任した。女性として初めて愛知県弁護士会副会長を務めた人物である。
1985年（昭和60年）から1997年（平成9年）にかけて、中日新聞と東京新聞の紙面で12年間にわたって「もめごとQ&A」を連載した。1993年（平成5年）10月から2009年（平成21年）5月にかけて、CBCラジオの『つボイノリオの聞けば聞くほど』で16年間にわたって法律相談に答え、リスナーがリクエストした曲を歌った。1991年（平成3年）には岐阜県瑞穂市にある朝日大学法学部教授に就任すると、1997年（平成9年）には朝日大学法制研究所所長に就任し、2000年（平成12年）には朝日大学大学院法学研究科教授に就任した。2005年日本国際博覧会では医師の日野原重明と共演したことがあり、大塚は日野原を尊敬していると語っている。

### その他の活動
刈谷市役所において40年間も法律相談を行った。また、愛知県社会福祉協議会理事、財団法人あいち女性総合センター監事、岐阜県国民健康保険審査会会長などを歴任した。ソプラノ歌手としても活動しており、「歌う弁護士」「ソプラノ弁護士」などと呼ばれることもある。大塚がリサイタルを開く際には弁護士仲間が事務局を担当している。

## 役職
- 1970年 名古屋弁護士会副会長[2][3]
- 1971年 名古屋家庭裁判所調停委員[3]
- 1974年 東海テレビ・ラジオ番組審議会委員[3]
- 1982年 愛知県社会福祉協議会理事[3]
- 1990年 名古屋調停協会理事[3]
- 1996年 愛知県特別職報酬審議会委員長[3]
- 1998年 中部日本放送テレビ・ラジオ番組審議会委員[3]
- 1999年 人権擁護委員[3]
- 2001年 岐阜県国民保健審議会会長[3]
- 2001年 愛知県がんセンター遺伝子解析倫理審査委員会委員[3]
- 2002年 愛知県表彰審査委員会委員長[3]
- 2002年 岐阜紛争調整委員会委員・機会均等調停委員会委員[3]
- 2008年 愛知県シルバー人材センター顧問[3]
- 2008年 愛知県がん研究振興会評議員[3]
- 愛知県社会福祉協議会理事[1]
- 財団法人あいち女性総合センター監事[1]

## 著書

### 論文等
- 「発言障害者の遺言」『朝日法学論集』第7号、1991年
- 「高齢者の財産をめぐる紛争について」『朝日法学論集』第15号、1996年
- 「面接交渉権の考察」『朝日法学論集』第25号、2000年
- 「ひと筆 私、飛んでます 歌う弁護士と呼ばれて」『自由と正義』日本弁護士連合会、67巻2号、2016年2月

### 単著
- 『ソプラノ弁護士・大塚錥子の日常生活なんでも法律相談』青林書院、2010年